# 阿拉米托斯鸟属
阿拉米托斯鸟（学名：Alamitornis）是原始今鸟型类恐龙已灭绝的一个属，可能属于巴塔哥鸟科。其遗骸发现于阿根廷内格罗河省洛斯阿拉米托斯的晚白垩世洛斯阿拉米托斯组。该属由费德里科·阿格诺林（Federico L. Agnolin）和奥古斯丁·马丁内利（Agustín G. Martinelli）于2009年命名，模式种是小阿拉米托斯鸟（Alamitornis minutus）。